# Eridacnis
Eridacnis is een geslacht van kraakbeenvissen uit de familie van de rugvinkathaaien (Proscylliidae).

## Soorten
- Eridacnis barbouri (Bigelow & Schroeder, 1944)
- Eridacnis radcliffei Smith, 1913
- Eridacnis sinuans (Smith, 1957)